# Kerstiaen de Keuninck

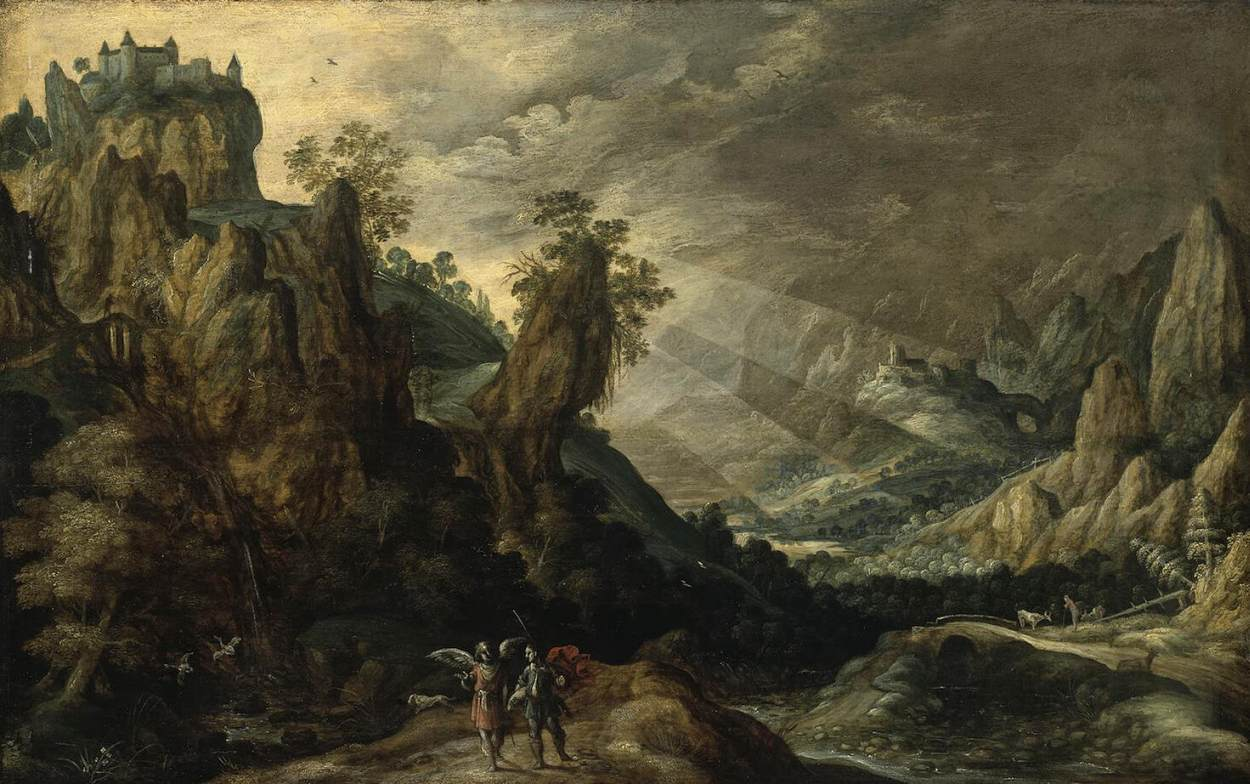
Paisaje con Tobías y el ángel, óleo sobre tabla, 40 x 63 cm, San Petersburgo, Museo del Hermitage.

Kerstiaen de Keuninck (Kortrijk, c. 1551-1571 – Amberes, c. 1632-1635), fue un pintor flamenco de la época de transición entre el Manierismo y el Barroco.
Hijo de un mercader de telas de damasco de la ciudad flamenca de Kortrijk (en francés Courtrai), entró como maestro en la Guilda de San Lucas de Amberes en 1580.
Según el RKD fue un reputado pintor de paisajes. Estuvo influido por la escuela de Frankenthal. Sus alumnos fueron Engelbert Ergo y Carel van Ferrara.